# 二磷化铂
二磷化铂是一种无机化合物，化学式为PtP2，具有黄铁矿（C2）结构。它可由铂、红磷在熔锡中于1150 °C反应得到，或以乙酰丙酮铂(II)为原料，还原为铂纳米粒后与三辛基膦在370 °C反应得到。